# Mastax kivuensis
Mastax kivuensis é uma espécie de carabídeo da tribo Brachinini, com distribuição restrita à República Democrática do Congo.